# Hiltenfingen
Hiltenfingen település Németországban, azon belül Bajorországban. Lakosainak száma 1650 fő (2023. december 31.).

## Népesség
A település népessége az elmúlt években az alábbi módon változott:
| Lakosok száma | 782  | 1194 | 1054 | 1235 | 1446 | 1455 | 1445 | 1457 | 1629 | 1650 |
|               | 1875 | 1950 | 1975 | 1987 | 2012 | 2014 | 2016 | 2017 | 2021 | 2023 |